# 布雷根茨縣
布雷根茨縣（德語：Bezirk Bregenz）是奧地利福拉爾貝格州的一個縣，位於該州的北部，北鄰德國巴伐利亞州，西鄰瑞士，並轄康斯坦茨湖的一部分。面積863.33平方公里。2001年人口121,123人。縣治布雷根茨。
下分40個市镇，其中1个城市，6集镇，33个普通市镇。